# الشبيلية (الحديدة)

تعديل مصدري - تعديل

الشبيلية هي إحدى قرى مديرية التحيتا التابعة لمحافظة الحديدة اليمنية، بلغ تعداد سكانها 3827 نسمة حسب الإحصاء الذي جرى عام 2004.